# 3 (песня)
«3» — песня американской певицы Бритни Спирс из её второго сборника лучших хитов The Singles Collection (2009). Она была написана и спродюсирована Максом Мартином и Шеллбэком, а также Тиффани Эмбер. Песня была выпущена 29 сентября 2009 года лейблом Jive Records в качестве единственного нового сингла с альбома The Singles Collection. Он дебютировал с первого места в чарте Billboard Hot 100, даже без промоакций: без видеоклипа и выступлений. Таким образом «3» — это третья по счёту песня Бритни Спирс, которая дебютировала с первой строчки в американском чарте. Трек «3» так же был успешен в Австралии, Финляндии, Швеции и других странах. Несмотря на то, что сингл достиг хороших высот, Бритни выступила в живую с этой песней только в 2011 во время своего мирового турне в поддержку альбома Femme Fatale, а также отрывки из этой песни можно услышать в номере «Big Fat Bass» во время промовыступлений Бритни на шоу «Good Morning America» и прочие. «3» — это песня в стиле электропоп с тяжелым басом и синтезаторами и текстом, в котором говорится о сексе втроём, а в припеве в качестве сексуального сленга упоминается американское фолк-певческое трио Peter, Paul and Mary.
«…Baby One More Time», «Womanizer», «3» и «Hold It Against Me» являются самым успешными синглами Спирс на настоящее время. (2013)

## Композиция
«3» — песня в стиле электропоп, которая открывается синтезаторами и вокальными эффектами. Песня имеет основную последовательность аккордов Fm-E♭-B♭m-Fm. Вокал Спирс звучит от C4 до высокой ноты C5. В середине восьмой части песня замедляется синтетическими струнами и басовыми ударами, а заканчивается секция ударом, похожим на «прямую бочку» — ритмический рисунок, популярный в дискотечной музыке 1970-х. На протяжении всей песни вокал Спирс автотюнингован. Песня длится три минуты и двадцать пять секунд. Однако в конце добавляется восемь секунд тишины, чтобы довести продолжительность до 3:33, что указывает на название песни.
В тексте песни говорится о сексе втроём. В отличие от песни «If U Seek Amy», в песне нет двойного смысла, и она более прямолинейна в лирическом плане. Намеки в тексте, такие как «Merrier the more, triple fun that way», сравнивали с песнями из студийного альбома Принса 1980 года Dirty Mind. Припев сравнивали с песнопением на детской площадке, а завершается он протяжным стоном. Во второй части припева есть ссылка на фолк-группу Peter, Paul & Mary. Тодд Мартенс из Los Angeles Times назвал эту ссылку «самой большой странностью песни».

## Отзывы
Сингл «3» получил положительные отзывы от музыкальных критиков. Моника Эррера из Billboard отметила, что песня «достигает кульминации с дико пульсирующими басами, которые призывают фанатов на танцпол», и добавила, что «[она] станет ещё одной зарубкой на поясе этого поп-провокатора». В интернет-издании Rolling Stone автор Дэниел Крепс похвалил песню за её темповую мелодию и пикантный текст, сравнив её с последними работами Флоу Райда, сказав, что «3» — «это более уверенная танцплощадка, чем то, что Брит загрузила в свои альбомы Blackout или Circus». В печатном выпуске журнал дал песне четыре звезды и назвал её «мгновенной классикой Бритни». Кларк Коллис из Entertainment Weekly назвал её «голосом фембота, почти вызывающим припадки танцевального безумия». Отдавая должное продюсированию за «возвышение песни над типичными танцевальными продуктами», газета Los Angeles Times отметила, что Спирс звучит «слащаво шаблонно».
В своем обзоре The Singles Collection Стивен Томас Эрлевайн из AllMusic выбрал «3» в качестве одного из «треков-выборок» и прокомментировал: «[он] намного лучше, чем любой из трёх новых треков на сборнике My Prerogative». Билл Лэмб из About.com сказал, что хотя текст песни спорный, «суть в том, что это ещё одна неотразимо запоминающаяся поп-конфетка, которая превосходит почти всё остальное на поп-радио сегодня». Он похвалил припев и среднюю часть и назвал трек «классической Бритни». Песню также сравнивали с «Celebration» Мадонны, поскольку они «в музыкальном плане не представляют ничего особенно нового, но им удается вместить в себя многие элементы, которые делают певицу звездой». Эй Джей Майерс из MTV выбрал её восьмой лучшей песней 2009 года.

## Список композиций
Digital download
1. «3» — 3:33

Radio promo
1. «3» — 3:33
2. «3» (Instrumental) — 3:33
3. «3» (Acapella) — 3:33

## Чарты
| Чарт (2009-10)                              | Высшая позиция |
| ------------------------------------------- | -------------- |
| Австралия (ARIA)                            | 6              |
| Австрия (Ö3 Austria Top 40)                 | 17             |
| Бельгия/Фландрия (Ultratop 50)              | 13             |
| Бельгия/Валлония (Ultratop 50)              | 8              |
| Канада (Billboard Canadian Hot 100)         | 1              |
| Канада (Billboard CHR/Top 40)               | 2              |
| Канада (Billboard Hot AC)                   | 12             |
| Чехия (Rádio – Top 100)                     | 10             |
| Дания (Tracklisten)                         | 15             |
| Европа (European Hot 100 Singles Billboard) | 14             |
| Европа (European Digital Songs Billboard)   | 3              |
| Европа (European Radio Top 50)              | 10             |
| Финляндия (Suomen virallinen lista)         | 5              |
| Франция (SNEP Téléchargements)              | 10             |
| Германия (GfK)                              | 18             |
| Венгрия (Rádiós Top 40)                     | 12             |
| Ирландия (IRMA)                             | 7              |
| Израиль (Media Forest)                      | 8              |
| Италия (FIMI)                               | 19             |
| Нидерланды (Single Top 100)                 | 57             |
| Новая Зеландия (Recorded Music NZ)          | 12             |
| Норвегия (VG-lista)                         | 10             |
| Румыния (Romania TV Airplay Media Forest)   | 20             |
| Россия (Top Radio Hits)                     | 37             |
| Шотландия (OCC Scotland)                    | 7              |
| Словакия (Rádio – Top 100)                  | 23             |
| Республика Корея (Gaon)                     | 3              |
| Испания (PROMUSICAE)                        | 38             |
| Швеция (Sverigetopplistan)                  | 2              |
| Швейцария (Schweizer Hitparade)             | 8              |
| Великобритания (OCC UK Singles)             | 7              |
| США (Billboard Hot 100)                     | 1              |
| США (Billboard Pop Airplay)                 | 2              |
| США (Billboard Dance Club Songs)            | 16             |
| США (Billboard Rhythmic)                    | 25             |

| Чарт (2009)                              | Позиция |
| ---------------------------------------- | ------- |
| Австралия (ARIA)                         | 59      |
| Бельгия (Ultratop Wallonia)              | 94      |
| Канада (Canadian Hot 100)                | 71      |
| Венгрия (Rádiós Top 40)                  | 86      |
| Россия (Love Radio)                      | 65      |
| Швеция (Sverigetopplistan)               | 51      |
| Великобритания (Official Charts Company) | 139     |
| США (Billboard Hot 100)                  | 87      |

| Чарт (2010)                       | Позиция |
| --------------------------------- | ------- |
| Канада (Canadian Hot 100)         | 65      |
| США (Billboard Hot 100)           | 69      |
| США (Mainstream Top 40 Billboard) | 39      |